# Ufficio per le Zone di Confine
L'Ufficio per le Zone di Confine (UZC) fu attivato presso la Presidenza del Consiglio dal 1946 al 1967 e si occupò, con una visione centralista, di tutti gli affari relativi alle complesse questioni delle aree di confine durante i primi governi repubblicani: in particolare il Trentino-Alto Adige e la Venezia Giulia.
Nel 1946 il Presidente del Consiglio dei Ministri Alcide De Gasperi decise la costituzione presso la Presidenza del Consiglio dell'Ufficio per le Zone di Confine. Alla sua direzione fu posto Silvio Innocenti, che nel 1946 era stato prefetto di Bolzano. Gli succedette Renato Cajoli, che resse l'ufficio fino alla sua soppressione definitiva nel 1967. L'ufficio si occupò della questione altoatesina, delle vicende delle foibe e dell'esodo giuliano-dalmata nonché della questione dei confini orientali con la Jugoslavia.
L'Ufficio redasse anche numerose bozze per preparare il primo statuto di autonomia del Trentino-Alto Adige per adempiere all'accordo De Gasperi-Gruber. Esso sostenne inoltre le cosiddette "spese per il sostegno all'italianità" in provincia di Bolzano. Si trattava di finanziamenti in vari settori, come per esempio il "piano campanile", cioè il sostegno a chiese e oratori per favorire l'aggregazione della comunità italiana, recentemente immigrata da varie regioni italiane. Negli anni Cinquanta arrivarono finanziamenti milionari, in Alto Adige ma anche in Trentino, per la creazione di chiese e oratori: a Bolzano ad esempio gli oratori di Regina Pacis, Don Bosco, Oltrisarco, la parrocchia di San Giuseppe ai Piani, l'oratorio di Salorno, quello di Santa Maria Assunta a Merano e la Casa Sociale di Lana beneficiarono degli aiuti dell'ufficio. Questo sovvenzionò anche la manutenzione di simboli dell'italianità in Alto Adige come il Monumento alla Vittoria di epoca fascista, pagandone - assieme all'Associazione nazionale combattenti e reduci - il restauro nel 1948. L'ufficio finanziò anche i giornali locali: italiani come l'Alto Adige, ma anche di lingua tedesca purché filoitaliani, come la Bozner Zeitung o il settimanale meranese Der Standpunkt.